# Saint-Loup, Rhône
Saint-Loup är en kommun i departementet Rhône i regionen Auvergne-Rhône-Alpes i östra Frankrike. Kommunen ligger i kantonen Tarare som tillhör arrondissementet Villefranche-sur-Saône. År 2018 hade Saint-Loup 1 091 invånare.

## Befolkningsutveckling
Antalet invånare i kommunen Saint-Loup
| Referens: INSEE |